# Jan I van Brosse
Jan I van Brosse (Huriel, 1375 - Boussac, juni 1433) was een Frans edelman en maarschalk die diende als kamerheer onder koning Karel VII van Frankrijk.

## Biografie
Jean de Brosse werd geboren als de oudste zoon van heer Pierre II de Brosse en Marguerite de Malleval in hun voorouderlijk kasteel. Hij begon met vechten in het leger van de Fransen aan de zijde van zijn neef Louis de Culant. Door de invloed van zijn familie wist hij een positie aan het koninklijk hof te verkrijgen als kamerheer van de dauphin Karel. In 1426 werd hij door de koning benoemd tot maarschalk van Frankrijk. Hij vocht vervolgens tegen de Engelsen aan de zijde van La Hire, Jean de Dunois en Arthur III van Bretagne. Door zijn uitbreidingen van zijn kasteel in Boussac kreeg De Brosse echter tekorten aan zijn eigen schatkist, maar werd hierin door het koninkrijk gecompenseerd.
Hij nam in 1429 aan de zijde van Jeanne d'Arc deel aan het Beleg van Orléans. Na haar gevangenname trachtte hij haar te bevrijden, maar ruïneerde hij zichzelf door een leger op de been te brengen. Na haar dood probeerde hij haar te wreken door Rouen in te nemen, maar slaagde hier niet in. De Brosse keerde terug naar Boussac en verbleef daar tot aan zijn dood in 1433.

## Huwelijk en kinderen
Op 20 augustus 1419 huwde Jean de Brosse met Jeanne de Naillac en kreeg met haar drie kinderen:
- Jan II van Brosse, gehuwd met Nicole van Châtillon
- Marguerite, gehuwd met Germaine van Vivionne
- Blanche, gehuwd met Jean van Roye